# 科爾卡區 (維克托法哈多省)
13°42′50″S 74°02′30″W / 13.7138°S 74.0416°W
科爾卡區（西班牙語：Distrito de Colca），是秘魯的一個區，位於該國中南部阿亞庫喬大區的維克托法哈多省，始建於1857年1月2日，面積69.6平方公里，海拔高度2,972米，2005年人口1,345，人口密度每平方公里19人。